# IC 2476
IC 2476 је елиптична галаксија у сазвјежђу Лав која се налази на листи објеката дубоког неба у Индекс каталогу.
Деклинација објекта је + 29° 59' 9" а ректасцензија 9h 27m 52,8s. Привидна величина (магнитуда) објекта IC 2476 износи 13,2 а фотографска магнитуда 14,2. IC 2476 је још познат и под ознакама UGC 5043, MCG 5-23-1, CGCG 151-86, CGCG 152-5, PGC 26854.